# Dürkheimer HC
Der Dürkheimer HC ist ein Sportverein in den Sparten Hockey und Fechten aus der pfälzischen Kurstadt Bad Dürkheim. Der 1921 gegründete Club mit den Vereinsfarben Schwarz-Weiß hat rund 600 Mitglieder. Bekannt wurde der DHC, dem zwei Kunstrasenplätze zum Spiel- und Trainingsbetrieb zur Verfügung stehen, durch das Herrenteam der Hockeyabteilung.

## Hockey
Zwischen 1992 und 2006 konnte sich die Herrenmannschaft zehn Mal in Folge für die Endrunde der Deutschen Hallenmeisterschaft qualifizieren und errang zwölf nationale und internationale Titel. 2007 stieg sie aus der Hallenbundesliga ab. Auf dem Feld erfolgte der Abstieg aus der Bundesliga 2005, so dass das Team sowohl in der Halle als auch im Feld in der 2. Bundesliga spielt.
Die Damenmannschaft schaffte in der Hallensaison 2006/2007 den Aufstieg von der 1. Verbandsliga in die Oberliga, stellt aber kein Team zum Feldhockey-Spielbetrieb. Die Jugendabteilung gewann zwischen 1969 und 2008 neun Deutsche Meisterschaften.

## Erfolge
| Europapokalbilanz Herren Feld |                    |        |       |             |
| Jahr                          | Wettbewerb         | Niveau | Platz | Ort         |
| 1993                          | Club Champions Cup | 1      | 5     | Brüssel     |
| 1994                          | Club Champions Cup | 1      | 3     | Bloemendaal |
| 1996                          | Cup Winners Cup    | 1      | 1     | Den Haag    |

- Deutscher Feldhockeymeister der Herren: 1992, 1993
- Deutscher Hallenhockeymeister der Herren: 1997, 1998, 1999, 2000, 2005
- Deutscher Feldhockeypokalsieger der Herren: 1995
- Europapokalsieger der Landesmeister im Hallenhockey der Herren: 2000, 2001, 2006
- Europapokalsieger der Pokalsieger im Feldhockey der Herren: 1996
- Aufstieg: Saison 2016/2017 in 2. Bundesliga Süd

## Saison 2016/2017 (Hinrunde)
| Platz | Club              | Spiele | Tore  | Punkte |
| ----- | ----------------- | ------ | ----- | ------ |
| 1.    | Dürkheimer HC (A) | 5      | 17:6  | 15     |
| 2.    | HTC Würzburg (N)  | 5      | 15:7  | 12     |
| 3.    | TEC Darmstadt     | 5      | 14:9  | 10     |
| 4.    | Rüsselsheimer RK  | 5      | 11:14 | 7      |
| 5.    | TuS Obermenzing   | 5      | 11:14 | 4      |
| 6.    | TB Erlangen       | 4      | 7:12  | 4      |
| 7.    | HLC RW München    | 5      | 8:12  | 2      |
| 8.    | 1. Hanauer THC    | 4      | 3:12  | 0      |

## Saison 2016/2017 (Rückrunde)
| Platz | Club              | Spiele | Tore  | Punkte |
| ----- | ----------------- | ------ | ----- | ------ |
| 1.    | Dürkheimer HC (A) | 14     | 51:23 | 33     |
| 2.    | HTC Würzburg (N)  | 14     | 34:37 | 26     |
| 3.    | TEC Darmstadt     | 14     | 33:32 | 22     |
| 4.    | Rüsselsheimer RK  | 14     | 37:40 | 22     |
| 5.    | TuS Obermenzing   | 14     | 46:31 | 21     |
| 6.    | TB Erlangen       | 14     | 31:43 | 16     |
| 7.    | HLC RW München    | 14     | 28:31 | 15     |
| 8.    | 1. Hanauer THC    | 14     | 21:44 | 4      |

Somit stieg der Dürkheimer HC im Herrenbereich in die 2. Bundesliga Süd auf.

## Die erste Mannschaft 2019/2020
| Nr | Name              | Position     |
| -- | ----------------- | ------------ |
| 3  | Neu, Richard      | Mitte (C)    |
| 7  | Dörr, Sebastian   | Verteidigung |
| 9  | Nehrdich, Lasse   | Sturm        |
| 14 | Franken, Leon     | Sturm        |
| 18 | Förster, Torben   | Sturm        |
| 19 | Behret, Marius    | Sturm        |
| 25 | Paul, Jens        | Verteidigung |
| 26 | Walther, Niklas   | Verteidigung |
| 30 | Pacyna, Jonas     | Torwart      |
| 31 | Sturm, Lasse      | Sturm        |
| 42 | Mehrain, Dominik  | Sturm        |
| 99 | Riedle, Alexander | Torwart      |

### Trainer- und Betreuerstab
| Name                              | Funktion                        |
| Trainerstab                       | Trainerstab                     |
| --------------------------------- | ------------------------------- |
| Andreas Schanninger               | Cheftrainer                     |
| Betreuer / Medizinische Abteilung |                                 |
| Thomas Gerstenhöfer               | Betreuer                        |
| Lars Weise                        | Physiotherapeut/Athletiktrainer |
| Michael Pelzer                    | Mannschaftsarzt                 |

## Fechten
Die Fechtabteilung wurde 1951 gegründet und hat heute circa 60 Mitglieder. Gefochten wird in den Waffengattungen Florett und Degen.